# Oesinsk
Oesinsk (Russisch: Усинск, Zurjeens: Ускар, Uskar) is een stad dicht bij de noordelijke boomgrens in het noorden van de Komi-deelrepubliek, Rusland. De ruim 38.000 inwoners zijn voornamelijk werkzaam in de olie-industrie. Olie werd in Oesinsk voor het eerst aangetroffen in de jaren 60. De stad werd volgens Sovjetmodel opgetrokken met betonnen hoogbouw, in het midden van de taiga.

## Geografie
De stad ligt ongeveer 750 kilometer ten noordoosten van de republiekhoofdstad Syktyvkar aan de oever van de Oesa, nabij de monding ervan in de Petsjora. De poolcirkel ligt ongeveer 90 km naar het noorden. In oostelijke richting ligt het noordelijk deel van de Oeral.
Sinds 1980 is Oesinsk door een 108 kilometer lange spoorweg verbonden met het station Synja van de Petsjora-spoorweg van Konosja via Kotlas naar Vorkuta.

## Geschiedenis
Oesinsk ontstond in 1966, aan het begin van de aardoliewinning in het noorden van de republiek Komi.

### Bevolkingsontwikkeling
| jaar | aantal inwoners |
| ---- | --------------- |
| 1970 | 700             |
| 1979 | 19.513          |
| 1989 | 47.219          |
| 2002 | 45.358          |
| 2010 | 40.827          |
| 2017 | 38.800          |

## Cultuur en bezienswaardigheden
In Oesinsk bevindt zich een historisch- en streekmuseum en een kunstgalerie. In het op 18 km afstand gelegen, sinds 1825 bekende dorp Kolva, dat bij de stad hoort, is een plaatselijk museum.

## Economie
Oesinsk is het centrum van de aardoliewinning in de republiek Komi: Lukoil en Rosneft zijn er werkzaam. Driekwart van de gewonnen olie in Komi is afkomstig uit tot de stad behorende aardolievelden Oesinskoje, Voseiskoje, Vertsjnevoseiskoje, Baganskoje en Saljoekinskoje. Daarnaast is er voedingsmiddelenindustrie. In 1994 deed zich in dit gebied de tot dan ergste olieramp voor, toen uit een pijpleiding meer dan 100.000 ton olie wegstroomde.
Op het grondgebied van het district Oesinski is op 60 km van de stad en 20 km van de poolcirkel, in 2011 de noordelijkste raffinaderij ter wereld in gebruik genomen. De capaciteit ervan bedraagt 1,3 miljoen ton olie per jaar.

## Vervoer
Er is een spoorverbinding en een luchthaven met een baan van 2,5 km lengte. Er is geen snelweg. Via een winterweg is er van januari tot april verbinding met andere steden in Komi zoals Petsjora en Oechta, en met de regio Archangelsk. Van april tot december is transport over rivieren mogelijk voor zowel vracht als passagiers.

## Klimaat
Er heerst een landklimaat zonder droog seizoen. De neerslag bedraagt normaal 517 mm per jaar. De minimum- en maximumtemperaturen liggen in januari op resp. -24 °C en -15 °C; in juli bedragen ze resp. +9,3 °C en 20,6 °C. De streek behoort tot het Hoge Noorden zodat bewoners in aanmerking komen voor extra faciliteiten, zoals een hoger loon.